# 咪达那新
咪达那新（开发代号：KRP-197）是一种含氮有机化合物，化学式C20H21N3O，属于抗膽鹼劑类的解痙藥，用于泌尿系統。